# Pálinka

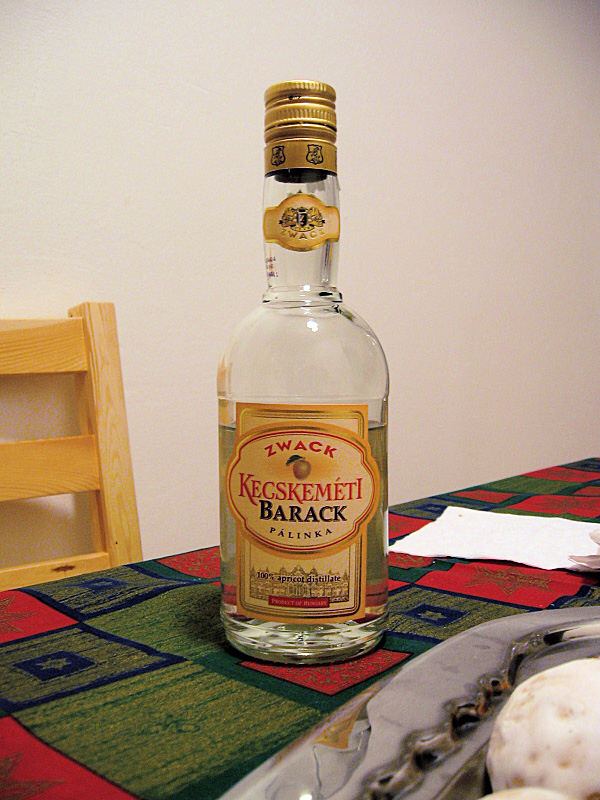
Barackpálinka aus Aprikosen

Pálinkaⓘ ist die ungarische Bezeichnung für Obstbrand.

## Geschichte
Archäologische Funde aus der Umgebung von Buda belegen, dass Spirituosen im Königreich Ungarn bereits im 13. Jahrhundert bekannt waren. Die erste schriftliche Erwähnung stammt aus dem Jahr 1656. In seinem Werk Opera Medica schreibt Johannes Praevotius (1585–1631) von der Acqua vitae reginae Hungariae, dem „Lebenswasser der ungarischen Königin“. Mutmaßlich handelte es sich dabei um Weinbrand, den die Leibärzte von Königin Elisabeth als Arzneimittel aus Italien einführten. Das aus dem slowakischen Verb páliť ‚kochen‘, ‚sieden‘ gebildete Wort pálinka taucht zum ersten Mal im 16. Jahrhundert auf. Etwa ab dieser Zeit werden Spirituosen als Getränk konsumiert, Obst- und Getreidebrände verbreiteten sich immer weiter. 1836 wurde im Königreich Ungarn zum ersten Mal eine Branntweinsteuer eingeführt, 1850 die Herstellung unter die Kontrolle eines staatlichen Monopols gestellt. 1851 wurden im Königreich Ungarn 105129 Brennereien gezählt. Nach dem Alkoholverbot während der ungarischen Räterepublik bestanden (auf einem deutlich verkleinerten ungarischen Staatsgebiet) 1920 nur 260, 1970 genau 1071 und 1982 noch 815 Brennereien. Seit 2002 erlebt der Pálinka in Ungarn infolge der Pálinkaverordnung (2002) und des Pálinkagesetzes (2006) eine Renaissance als hochwertiges Trendgetränk. 2010 wurde in den kommerziellen Brennereien Ungarns eine Menge Obstbrand hergestellt, die 1,08 Millionen Liter Pálinka mit 50 Volumenprozent Alkohol entspricht.

## Herstellung
Pálinka wird aus Obstsorten hergestellt, die genügend Zucker enthalten, um beim Gärungsprozess ausreichend Alkohol für eine Destillation zu produzieren. Für die Gärung wird das Obst in luftdichte Gefäße gelegt, wo sich in einigen Wochen unter Einwirkung von Hefepilzen aus dem Zucker Alkohol bildet. Danach wird der Alkohol in mehreren Schritten sanft destilliert, so dass die wertvollen Aromen und ätherischen Öle der Früchte erhalten bleiben, was dem Obstbrand seinen fruchtigen Geschmack verleiht. Ungarische Pálinkas weisen in der Regel einen Alkoholgehalt von 40 bis 55 Volumenprozent auf.

## Sorten
Klassische Pálinkasorten sind Aprikose (barackpálinka), Zwetschge (szilvapálinka) und Kirsche (meggypálinka). Beliebt ist auch Pálinka aus Äpfeln (almapálinka), Birnen (körtepálinka) oder Quitten (birspálinka). Seit 2002 experimentieren immer mehr Brennereien mit selteneren, teilweise wild wachsenden Obstsorten wie beispielsweise Schlehen (kökénypálinka), Vogelbeeren (madárberkenyepálinka), Heidelbeeren, Johannisbeeren oder Maulbeeren. Der Ausdruck törkölypálinka bezeichnet einen Tresterbrand.

## Rechtliche Grundlagen
Mit der Pálinkaverordnung von 2002 und noch weitergehend mit dem Pálinkagesetz 2008 hat der ungarische Gesetzgeber genau umrissen, was unter der Bezeichnung pálinka verkauft werden darf. Demnach muss ein Pálinka aus in Ungarn hergestellten Früchten (bei Törkölypálinka Trester) in Ungarn gebrannt und abgefüllt werden. Dies entspricht praktisch einer kontrollierten Herkunftsbezeichnung. Weiterhin dürfen weder der Maische noch dem fertigen Obstbrand Zusatzstoffe wie Zucker, Aromen, Farbstoffe oder Ähnliches hinzugesetzt werden. Ein Pálinka muss mindestens 37,5 Volumenprozent Alkohol aufweisen.
Auf EU-Ebene haben seit 2004 nur Ungarn und die vier österreichischen Bundesländer Niederösterreich, Burgenland, Steiermark und Wien das Recht, ihre entsprechenden Produkte als Pálinka zu bezeichnen. Im Gegensatz zu Ungarn darf in Österreich nur die Bezeichnung Barackpálinka für Marillenbrand verwendet werden.
Am 27. September 2010 trat in Ungarn eine Gesetzesänderung in Kraft, der zufolge die Herstellung von jährlich bis zu 86 Litern Pálinka mit 50 Volumenprozent nicht genehmigungspflichtig und von der Branntweinsteuer befreit ist. Die Neuregelung wurde von den Interessenverbänden der kommerziellen Brennereien stark kritisiert. Da die Verbrauchssteuern auf Alkohol nach EU-Recht harmonisiert sind, leitete die EU-Kommission ein Vertragsverletzungsverfahren ein und erhob 2013 Klage beim Europäischen Gerichtshof. 2014 entschied der EuGH, dass Ungarn seine Steuerbefreiung an das EU-Recht anpassen muss, das nur eine maximal 50-prozentige Steuerbefreiung zulässt. 2020 prüfte die ungarische Regierung die Chancen für die Wiedereinführung der Steuerbefreiung, die in der zum 1. Januar 2022 in Kraft tretenden Richtlinie (EU) 2020/1151 liegen.